# Osamu Kobayashi (seiyū)
Pour les articles homonymes, voir Osamu Kobayashi.
Ne doit pas être confondu avec Osamu Kobayashi (directeur d'animation) ou Osamu Kobayashi (illustrateur).
Osamu Kobayashi (小林 修, Kobayashi Osamu), né le 22 novembre 1934 à Tokyo et mort le 28 juin 2011, est un seiyū (comédien de doublage) et un producteur japonais. Il est principalement connu au Japon pour avoir doublé Ulysse dans l'anime Ulysse 31, et Alastor Maugrey dans les films tirés des romans de la série littéraire Harry Potter. Il est également le directeur du studio de production Dôjinsha Production.

## Doublage

### Anime
- Crusher Joe : Bard
- Dans les Alpes avec Annette : Pierre
- Final Yamato : Capitaine Mizutani
- Hokkyoku no Mûshika Mîshika : Mû
- Kikou Kai Galient : Azbes
- New Gigantor (1980-1981) : Branch
- Noir : Salvatore
- Ogon Bat : Ogon Bat
- Rokushin Gattai Goddomâzu : Président Gyron
- Ulysse 31 : Ulysse
- Yamato : l'empereur Zwordar et l'amiral Domel

### OVA
- Kikōkai Garian: Tetsu no Monshô : Mâdaru
- Ginga Eiyū Densetsu : Otto Braunshweig
- Mars : le directeur du cabinet

### Animation américaine
- Toy Story 2 : Stinky
- Les Quatre Dinosaures et le Cirque magique : Rex

### Jeu vidéo
- Kingdom Hearts 2 : l'empereur de Chine

### Films
- Harry Potter et la Coupe de feu : Alastor Maugrey
- Harry Potter et l'Ordre du Phénix : Alastor Maugrey
- Harry Potter et les Reliques de la Mort : Alastor Maugrey
- Le Jour le plus long : Benjamin H. Vandervoort

### Séries télévisées
- Gekisō Sentai Carranger : voix de l'empereur Exhaus
- Kōsoku Esper : narrateur
- Kyodaiken Bycrosser : narrateur
- Seiun Kamen Machineman : narrateur